# Pizay
Pizay és un municipi francès situat al departament de l'Ain i a la regió d'Alvèrnia-Roine-Alps. L'any 2007 tenia 750 habitants.

## Demografia

### Població
El 2007 la població de fet de Pizay era de 750 persones. Hi havia 252 famílies de les quals 35 eren unipersonals (8 homes vivint sols i 27 dones vivint soles), 66 parelles sense fills, 143 parelles amb fills i 8 famílies monoparentals amb fills.
La població ha evolucionat segons el següent gràfic:
Habitants censats

### Habitatges
El 2007 hi havia 265 habitatges, 254 eren l'habitatge principal de la família, 7 eren segones residències i 4 estaven desocupats. 261 eren cases i 4 eren apartaments. Dels 254 habitatges principals, 230 estaven ocupats pels seus propietaris, 23 estaven llogats i ocupats pels llogaters i 1 estava cedit a títol gratuït; 5 tenien dues cambres, 8 en tenien tres, 76 en tenien quatre i 166 en tenien cinc o més. 246 habitatges disposaven pel capbaix d'una plaça de pàrquing. A 54 habitatges hi havia un automòbil i a 188 n'hi havia dos o més.

### Piràmide de població
La piràmide de població per edats i sexe el 2009 era:
| Homes | Edats   | Dones |
| ----- | ------- | ----- |
| 0     | 95 o +  | 0     |
| 0     | 90 a 94 | 0     |
| 4     | 85 a 89 | 0     |
| 0     | 80 a 84 | 8     |
| 0     | 75 a 79 | 0     |
| 8     | 70 a 74 | 4     |
| 4     | 65 a 69 | 12    |
| 20    | 60 a 64 | 8     |
| 8     | 55 a 59 | 12    |
| 8     | 50 a 54 | 20    |
| 16    | 45 a 49 | 4     |
| 24    | 40 a 44 | 28    |
| 60    | 35 a 39 | 48    |
| 40    | 30 a 34 | 48    |
| 0     | 25 a 29 | 4     |
| 16    | 20 a 24 | 4     |
| 12    | 15 a 19 | 16    |
| 32    | 10 a 14 | 48    |
| 36    | 5 a 9   | 44    |
| 8     | 0 a 4   | 40    |

## Economia
El 2007 la població en edat de treballar era de 522 persones, 398 eren actives i 124 eren inactives. De les 398 persones actives 384 estaven ocupades (203 homes i 181 dones) i 14 estaven aturades (7 homes i 7 dones). De les 124 persones inactives 41 estaven jubilades, 67 estaven estudiant i 16 estaven classificades com a «altres inactius».

### Ingressos
El 2009 a Pizay hi havia 249 unitats fiscals que integraven 752,5 persones, la mediana anual d'ingressos fiscals per persona era de 20.833 €.

### Activitats econòmiques
Dels 21 establiments que hi havia el 2007, 1 era d'una empresa de fabricació d'altres productes industrials, 6 d'empreses de construcció, 3 d'empreses de comerç i reparació d'automòbils, 2 d'empreses de transport, 3 d'empreses d'hostatgeria i restauració, 1 d'una empresa d'informació i comunicació, 4 d'empreses de serveis i 1 d'una entitat de l'administració pública.
Dels 8 establiments de servei als particulars que hi havia el 2009, 2 eren tallers de reparació d'automòbils i de material agrícola, 1 paleta, 1 guixaire pintor, 1 fusteria, 1 lampisteria i 2 restaurants.
L'any 2000 a Pizay hi havia 12 explotacions agrícoles que ocupaven un total de 640 hectàrees.

## Equipaments sanitaris i escolars
El 2009 hi havia una escola maternal integrada dins d'un grup escolar amb les comunes properes formant una escola dispersa.

## Poblacions més properes
El següent diagrama mostra les poblacions més properes.